# Joseph Lhoste
Joseph Auguste Lhoste est un homme politique français né le 5 mars 1876 à Meaux (Seine-et-Marne) et mort pour la France le 11 mars 1917 à Louvemont-Côte-du-Poivre.

## Biographie
Ouvrier typographe, il est militant socialiste et anime le syndicat du Livre. Il est député de Seine-et-Marne de 1910 à 1914, inscrit au groupe socialiste. Il part au front dès 1914, est nommé caporal en novembre 1916 et est tué en 1917.

## Sources
- « Joseph Lhoste », dans le Dictionnaire des parlementaires français (1889-1940), sous la direction de Jean Jolly, PUF, 1960 [détail de l’édition]